# César Augusto Urueta Taboada
César Augusto Urueta Taboada es un futbolista mexicano. Con el Santos Laguna de Segunda división fue 2 veces campeón goleador. El entonces técnico Daniel Guzmán lo mandó llamar al primer equipo a falta de delanteros por la suspensión de Oribe Peralta y Matías Vuoso, debutando en la Primera División de México el jueves 10 de mayo de 2007 en un partido de cuartos de final entre Santos y Pachuca. Jugó para el Club Santos Laguna de 2007 a 2008, pero solo tuvo participación 15 minutos de juego. En 2007, fue llamado para representar a México en los Juegos Panamericanos de 2007. 
Para 2009, partió con otros jugadores mexicanos (Joaquín Guillermo López Canela, Pedro Emmanuel Rodríguez de la Rosa, Mario Alberto García García, Víctor Manuel Chávez Segovia, Aarón Ulises Arredondo Pérez, Omar Alejandro López Alvarado, César Armando Dorado García, Erick Serrano Alemán, Sergio Nava González, Víctor Raúl Perales Aguilar y Javier Mena García) a reforzar al Racing de Malinas en Bélgica, por parte de un convenio del Centro de Sinergia Futbolística. En su estancia anotó 18 goles en una temporada, convirtiéndose en uno de los delanteros más efectivos de la liga. Los problemas financieros del equipo, la renuncia del técnico Regi Van Acker acusando que Salvador Necochea había interferido demasiado en los asuntos deportivos y la problemática de los miembros del Consejo administrativo del Racing hicieron rescindir dicho convenio.

## Clubes
| Club              | País    | Año         |
| ----------------- | ------- | ----------- |
| Santos Laguna B   | México  | 2006 - 2007 |
| Santos Laguna     | México  | 2007 - 2008 |
| Racing de Malinas | Bélgica | 2009 - 2010 |